# Леонтий (Византийска империя)
Вижте пояснителната страница за други личности с името Леонтий.
Леонтий (на гръцки: Λεόντιος) е византийски император в периода 695 – 698 г. Идва на власт след успешния заговор срещу неговия предшественик Юстиниан II. Също чрез метеж Леонтий е свален от престола.

## Произход и военна кариера
Леонтий произхожда от Исаврия. По времето на Константин IV Погонат е стратег на тема Анатоликон. При Юстиниан II участва във военни кампании срещу арабите на халиф Абд ал-Малик (685 – 705). През 686 г. предвожданата от патриций Леонтий византийска армия побеждава противника в Армения и Грузия и достига Кавказка Албания. След византийското поражение при Севастополис през 692 г. и преминаването на голям брой славянски контингенти на арабска страна Леонтий изпада в немилост пред императора, който заповядва да го арестуват. През 695 г. Леонтий е реабилитиран и му е поверено управлението на тема Елада.

## Император
Бившият стратег Леонтий взема управлението в резултат на преврат. В края на 695 г., с подкрепата на партията на „сините“ и на патриарх Калиник I, Леонтий е провъзгласен за василевс. Сваленият Юстиниан II е наказан с отрязване на носа и заточение в Херсон.
Краткото управление на Леонтий е запомнено с трескава борба срещу външните врагове. От империята отпада Лазика. Арабите извършват успешни нападения в Мала Азия и Латинска Африка. Ако първото им нападение в посока Картаген е отбито от византийците, то второто успява да постигне целта си.
През 697 г. Леонтий изпраща византийския флот начело с патриций Йоан да подкрепи обсадения от арабите Картаген. Но тези действия се оказват неуспешни срещу атакуващите по суша и море противници, в резултат на което през 698 г. Византия губи Картагенския екзархат, последната ромейска територия в Африка.
След поражението, византийския флот се оттегля към остров Крит с цел да се прегрупира. Там част от командирите му, боейки се от императорския гняв, решават да свалят Леонтий. След като отстраняват патриций Йоан те акламират Апсимар – друнгарий на тема Кивириотон за император. Благодарение подкрепата от страна на партията на „зелените“, Апсимар лесно влиза в Константинопол, сваля Леонтий и е коронясан за владетел, като приема името Тиберий. По негова заповед на Леонтий е отрязан носа и го заточват в манастира Псаматион в столицата. След новото идване на власт на Юстиниан II през 705 г., Леонтий е екзекутиран на Хиподрума заедно с Тиберий Апсимар.